# 痛核色情
痛核色情（英語：Hurtcore），也被翻译成“伤害核心”或“伤虐癖”，是一个由“硬核（Hardcore）”和“伤痛（Hurt）”构成的混成词，指代那些特别极端的色情制品，通常涉及侮辱性暴力及儿童性虐待。

## 术语定义
澳大利亚作家及《至暗网络（The Darkest Web）》的作者艾琳·奥姆斯比（Eileen Ormsby）将痛核色情描述为“一种借以伤害乃至折磨那些非自愿参加人士而刺激自己性欲的癖好”。
痛核色情虽然属于恋童癖社群的亚文化，但是其已经超出绝大多数恋童者可以接受的行为范围，因此其内容往往被恋童网站所禁止。但是有一些暗网论坛却提供有关痛核色情的讨论及相关视频与图片的共享。

## 相关案例
- 在2013年被查处的，由马修·格雷厄姆（Matthew Graham）所运营的是暗网上最臭名昭著的痛核色情论坛[3]；而格雷厄姆本人也被称为“痛核色情之王”[3]，被认为是“世界上最大的痛核色情与儿童色情制品发行人之一”[10]。

- “马修·法尔德（英语：Matthew Falder）案”是英国国家打击犯罪调查局所成功起诉的首例痛核色情相关案件[11]。

- 由彼得·斯卡里制作的恶名昭彰的痛核色情视频《雏菊的毁灭（Daisy's Destruction）》曾在痛核色情视频网站进行网络直播[12][13]。